# Арендт Микола Андрійович
Микола Андрійович Арендт (13 жовтня 1833, Сімферополь — 24 грудня 1893, Ялта) — російський лікар (доктор медицини з 1862 року), громадський діяч, першопроходець російського повітроплавання, теоретик, основоположник ширяючого і планованого польоту, винахідник безмоторного апарату.

## Біографія
Народився 1 [13] жовтня 1833 року в місті Сімферополі (нині Автономна Республіка Крим, Україна) в сім'ї лікаря-чиновника, землевласника Андрія Арендта. Його сім'я жила на вулиці Долгоруківській № 14. Вчився в Сімферопольській чоловічій казенній гімназії, яку закінчив з відзнакою. Потім закінчив Петербурзьку медико-хірургічну академію, захистив докторську дисертацію.
Служив у військових госпіталях, імператорській варті, Азійському департаменті Міністерства закордонних справ. Від 1865 року — у відставці. Повернувся до Сімферополя, працював у міській амбулаторії, займався приватною практикою, зокрема хірургічною. 22 (10) жовтня 1865 року одружився з дочкою таврійського віцегубернатора Адріяна Сонцова княжною Софією. Від 1867 року брав активну участь у земських заходах, виконував обов'язки секретаря губернського земського зібрання. Організував курси сестер милосердя та фельдшерські курси. 1875 року обраний гласним Сімферопольської міської думи, головував у губернській управі, 1879 року став попечителем доброчинних закладів.
Протягом 1888—1893 років мешкав у селищі Ісарах, поблизу Ялти. Його маленький будинок носив назву «Мегофулі» («Велике кубло»). Там він і помер 12 [24] грудня 1893 року. Був похований біля водоспаду Учан-Су. У 1976 році його останки перевезли на Полікурівське кладовище в Ялті. 1978 року на могилі на високому прямокутному п'єдесталі із кримського діориту було встановлене бронзове погруддя роботи скульптора Аріадни Олександрівни Арендт, внучки науковця (наразі не збереглось).

## Наукова діяльність
Цікавився теорією орнітолету. Обстоював можливість нетрадиційних авіаконструкцій на аеробіомеханічних засадах (за принципами пташиного польоту). З початку 1870-х років провів багато досліджень і дослідів в області плануючого і ширяючого польоту, опублікованих у ряді статей і брошур. Автор:
- статті «К вопросу о воздухоплавании» («Знание», 1874, № 9);
- брошури «О воздухоплавании, основанном на принципах парения птиц» (Сімферополь, 1889).